# Diocèse de Lund
Le diocèse de Lund est le diocèse plus méridional de l'Église luthérienne de Suède. Son siège épiscopal se situe à la Cathédrale de Lund.
Son territoire s'étend sur le sud du pays à savoir les comtés de Blekinge et de Scanie.
Il prend la suite de l'ancien Archidiocèse de Lund, lors de la Réforme, en 1536, la charge d'archevêque est supprimée au Danemark et Lund est ramenée au statut de simple diocèse luthérien.
En 1658, Lund, ainsi que l'ensemble de la Scanie, devint suédoise et fut alors subordonnée à l'archidiocèse d'Uppsala.